# Mickaël Cherel
Mickaël Cherel (Saint-Hilaire-du-Harcouët, 1986. március 17. –) francia profi kerékpáros. Jelenleg a francia AG2R La Mondiale-ban versenyez.

## Eredményei
2005
10. - Liège–Bastogne–Liège - Junior
2008
10., összetettben - Paris-Corrèze
2009
10., összetettben - Tour Down Under
2010
5., összetettben - Paris-Corrèze
2011
9., Tour du Limousin
2012
8., GP d'Ouverture La Marseillaise

## Grand Tour eredményei
| Grand Tour | 2008    | 2009 | 2010 | 2011 | 2012 | 2013 | 2014 | 2015 |
| ---------- | ------- | ---- | ---- | ---- | ---- | ---- | ---- | ---- |
| Giro       | feladta | -    | -    | 61.  | -    | -    | -    | -    |
| Tour       | -       | -    | -    | -    | 62.  | -    | 59.  | 18.  |
| Vuelta     | -       | 25.  | 61.  | -    | -    | 56.  | -    | 51.  |